# Xã York, Quận Iowa, Iowa
Xã York (tiếng Anh: York Township) là một xã thuộc quận Iowa, tiểu bang Iowa, Hoa Kỳ. Năm 2010, dân số của xã này là 497 người.